# Saint-Germier (Tarn)
 Saint-Germier  es una población y comuna francesa, ubicada en la región de Mediodía-Pirineos, departamento de Tarn, en el distrito de Castres y cantón de Roquecourbe.

## Demografía
| 112 | 107 | 107 | 105 | 106 | 120 |
| Para los censos de 1962 a 1999 la población legal corresponde a la población sin duplicidades (Fuente: INSEE [Consultar]) |     |     |     |     |     |